# ملعب حمد بن خليفة
ملعب حمد بن خليفة هو ملعب متعدد الأغراض يقع في الدوحة، قطر. وهو المقر الرئيسي للنادي الأهلي والسيلية. يتسع الملعب لحوالي 18000 متفرج. استضاف الملعب تصفيات كأس العالم 1994 وكأس آسيا 1988 في قطر ويستخدمه فريق الأهلي لمبارياته ولمباريات دوري الدرجة الثانية القطري. كما تقام عليه مباريات دوري نجوم قطر.
1. ↑  "Al-Balagh is awarded". albalagh.com. مؤرشف من الأصل في 2022-11-20. اطلع عليه بتاريخ 2022-01-04.
2. ↑  "Al Ahli Stadium". qsl.qa. مؤرشف من الأصل في 2021-05-14. اطلع عليه بتاريخ 2021-12-31.